# The Chronicles of Riddick
The Chronicles of Riddick is een Amerikaanse sciencefiction/horrorfilm uit 2004 van regisseur David Twohy. De film is een vervolg op de speelfilm Pitch Black uit 2000 en de animatiefilm The Chronicles of Riddick: Dark Fury, een prequel die kort ná de première van The Chronicles of Riddick werd uitgebracht op video en dvd en verhaalt over Riddicks leven tussen de beide speelfilms. De titelrol wordt in de twee speelfilms vertolkt door Vin Diesel, die ook voor de animatiefilm de stem van Riddick leverde.

## Korte samenvatting
De gevaarlijke crimineel Richard B. Riddick is na de gebeurtenissen in Pitch Black opnieuw ontsnapt, en hij moet het nu opnemen tegen een gemeenschappelijke vijand: de Necromongers, een agressief strijders-ras. Zij zijn erop uit om alle mensen te onderwerpen aan hun geloof: de Underverse. Iedereen krijgt de keuze: "bekeer of sterf".

## Verhaal
Het is vijf jaar na de gebeurtenissen in Pitch Black. Een bebaarde Riddick wordt op de ijs-planeet UV6 achternagezeten door de premiejager Toombs (Nick Chinlund). Riddick weet Toombs echter te grazen te nemen en komt erachter dat een onbekende groepering op de planeet Helion Prime een premie van anderhalf miljoen op zijn hoofd heeft gezet. De enige op die planeet die Riddick kent én weet waar Riddick naartoe is gegaan is de persoon die hij eerder heeft gered van de dood: Imam (Keith David). Het lijkt er op alsof de Imam hem heeft verraden. Riddick besluit daarom Helion Prime te bezoeken om er het fijne van te weten te komen. Hij laat Toombs achter op UV6.
Aangekomen op Helion Prime wordt duidelijk dat het de bedoeling van de Imam was om Riddick naar hem toe te lokken. Niet zozeer verraad dus, eerder een wanhoopsdaad. De Imam heeft Riddick nodig om de planeet te helpen verdedigen tegen de Necromongers, een uiterst oorlogszuchtig volk dat uit is op de alleenheerschappij over het heelal. De Necromongers veroveren planeet op planeet en stellen de bevolking telkens voor de keuze: bekering tot het Necromonger "geloof" in de "Underverse", of sterven. Nu staan de Necromongers op het punt Helion Prime en de hoofdstad New Mecca in te nemen.
De Imam heeft de hulp ingeroepen van de Elemental Aereon (Judi Dench), een uniek soort wezen dat over een korte afstand kan zweven. Ook al is niet duidelijk of Aereon aan hun kant staat, toch is de kennis van Aereon over de Necromongers essentieel om een goede verdediging op te bouwen. Riddick komt van Aereon te weten dat hij waarschijnlijk de laatste afstammeling is van de Furyans, een sterk en bijzonder ras dat ooit is uitgeroeid door de Necromongers, maar uiteindelijk de enige soort die de Necromongers zou kunnen verslaan. De Imam vertelt dat "Jack" (eigenlijk een jonge vrouw die Kyra heet) die met Imam ontsnapte aan de klauwen van de aliens in Pitch Black, op de gevangenisplaneet Crematoria gevangen zit.
Riddick twijfelt nog en voelt zich gemanipuleerd in een situatie waar hij niet voor heeft gekozen. Maar als hij dan ziet hoe de invasievloot van de Necromongers met grof geweld een inval doet in New Mecca, besluit hij mee te doen met het verzet. De Imam probeert intussen onder te duiken met zijn gezin, maar wordt gedood door een Necromonger. Riddick is te laat ter plekke om er iets aan te doen.
Er volgt een bijeenkomst waarbij een afvaardiging van de bevolking van Helion Prime door de leider van de Necromongers, Lord Marshall (Colm Feore) en zijn rechterhand Vaako (Karl Urban) voor de keuze wordt gesteld: bekeren of sterven. De sessie staat onder leiding van een Necromonger die de Purifier wordt genoemd (Linus Roache). Riddick ziet dit van een afstandje aan, nadat iedereen moet knielen, merkt Vaako Riddick op en  geeft aan dat hij moet knielen, maar, zo geeft Riddick aan, "Ik kniel voor niemand". Hij zegt:  "ik wil hem daar" (waarbij hij naar de Necromonger wijst waar hij eerder een mes in zijn rug had gestoken en die de Imam doodde). Beiden  gaan dan een een-op-eengevecht aan, waarbij Riddick  al vrij snel deze Necromonger doodt. Voordat Riddick dan overmeesterd wordt door de Necromongers, weet Vaako's vrouw (Thandie Newton) hem met charme te overreden mee te gaan naar het moederschip. Riddick stemt toe.
Het groepje Necromongers met Riddick komt aan in het moederschip. Riddick wordt onderworpen aan de Quasi-Deads die zijn gedachten lezen. Tijdens dit proces komen ze erachter dat Riddick een Furyan is: de aartsvijand van de Necromongers. Riddick weet te ontsnappen, maar wordt tijdens zijn vlucht gevangengenomen door de premiejager Toombs die met versterking is gekomen. Riddick krijgt te horen dat Toombs hem wil afleveren aan de hoogste premiebetaler: de gevangenis op de planeet Crematoria – toevallig dezelfde plek waar Jack/Kyra gevangen zit.
Een Lensor (een Necromonger met speciale helderziende gaven) heeft intussen gezien dat Riddick op weg is naar Crematoria in Toombs' schip, en Vaako gaat met deze informatie naar Lord Marshall die Vaako vervolgens opdracht geeft om Riddick op te sporen en te doden. De dialoog tussen Vaako en Lord Marshall maakt duidelijk dat ze elkaar niet vertrouwen. Er broeit een revolutie onder de Necromongers.
Toombs en Riddick komen aan op Crematoria, een planeet waar het overdag 700 graden heet wordt. Riddick wordt gevangengezet in de kerkers van de gevangenis, terwijl Toombs met de cipiers gaat onderhandelen over de premie. Riddick wordt herenigd met Jack die zichzelf nu Kyra noemt.
Op Helion Prime probeert Dame Vaako intussen meer te weten te komen over de mysterieuze Riddick. Ze ondervraagt Aereon hierover die gevangen is genomen door de Necromongers. Aereon vertelt hoe Lord Marshal ongeveer dertig jaar geleden in een voorspelling te horen kreeg dat hij zou worden omgebracht door een Furyan. Om dit te voorkomen heeft Lord Marshal toen alle mannen op de planeet Furya omgebracht. Desondanks wisten er een paar te ontsnappen, onder wie Riddick. Dame Vaako vertelt haar man dit verhaal maar wordt intussen afgeluisterd door de Purifier.
Op Crematoria ontstaat er ruzie wanneer er geen overeenkomst kan worden gesloten over de premie. De ruzie ontaardt zelfs in een schietpartij wanneer de cipiers erachter komen dat Toombs is achtervolgd naar Crematoria door een Necromonger-schip. Een paar bewakers overleven de schietpartij en besluiten de planeet te ontvluchten. Dit doen ze via een ondergrondse gang die naar de hangar met Toombs ruimteschip leidt. Bovengronds is te gevaarlijk; de naderende dageraad zou ze levend verbranden. Tijdens hun vlucht laten ze de ingang van de tunnel instorten zodat niemand hen achterna kan komen. Een groepje gevangenen (onder wie Riddick en Kyra) is daarom gedwongen bovengronds te ontsnappen richting de hangar, en moet rennen voor hun leven om de naderende dageraad voor te blijven.
De Necromongers hebben echter de hangar eerder bereikt. Ze doden de ontsnapte cipiers, alsmede de meesten van de ontsnapte gevangenen. Riddick wordt voor dood achtergelaten op de startbaan voor de hangar, en Kyra die Riddick ziet liggen en denkt dat hij dood is, rent dan achter de Necromongers aan om met hen mee te ontsnappen in hun schip aan de komende dageraard en riskeert daarmee om gevangen te worden genomen.
De achtergebleven Purifier trekt Riddick dan de schaduw van de hangar in, en redt daarmee zijn leven. De reden daarvoor wordt duidelijk als de Purifier aangeeft zelf ook een Furyan te zijn die zich niet meer in de doctrine van de Necromongers kan vinden. Omdat hij nu nergens meer veilig is, besluit hij een eind aan zijn leven te maken door naar buiten te lopen, de dodelijke hitte in; de Purifier verbrandt levend.
Met Toombs' schip gaat Riddick terug naar Helion Prime om Kyra te vinden en de Lord Marshal te doden. Bij de confrontatie met Lord Marshal ziet hij Kyra terug en zij lijkt bekeerd te zijn tot de Underverse. Riddick begint het gevecht met Lord Marshal. Kyra valt Lord Marshal in zijn rug aan en verwondt hem, maar zij wordt door de Lord Marshal weggeworpen en ze valt op een pin van een beeld, die haar dodelijk verwond. Vaako ziet nu zijn kans schoon en valt de gewonde Lord Marshall aan. Lord Marshall weet de bijlslag van Vaako echter te ontwijken, wat Riddick de mogelijkheid geeft hem met zijn dolk te doden.
Terwijl Riddick over Kyra heen gebogen zit kan hij nog afscheid van haar nemen, waarbij hij aan haar vraagt, of ze er nog altijd is, en Kyra antwoordt met 'ik ben nooit weggeweest en ben je altijd trouw geweest' en sterft dan. Uiteindelijk ploft Riddick neer in de troon van de Lord Marshal, en ziet dan hoe alle Necromongers voor hem op de knieën gaan, alspf hij hun nieuwe leider is. Dan spreekt Vaako en zegt dan tegen Riddick het motto van de Necromongers: "Wat je doodt, zal je houden."

## Rolverdeling
| Acteur                | Personage    |
| --------------------- | ------------ |
| Vin Diesel            | Riddick      |
| Colm Feore            | Lord Marshal |
| Thandie Newton        | Dame Vaako   |
| Judi Dench            | Aereon       |
| Karl Urban            | Vaako        |
| Alexa Davalos         | Kyra         |
| Linus Roache          | Purifier     |
| Yorick van Wageningen | The Guv      |
| Nick Chinlund         | Toombs       |
| Keith David           | Imam         |